# 김주형 (2002년)
김주형(2002년 6월 21일~)은 대한민국의 골프 선수로, PGA투어 2승 최연소 신기록 보유자이다.

## 경력
- 2022
  - PGA 투어 슈라이너스 칠드런스 오픈 우승

2022
  - PGA 투어 윈덤 챔피언십 우승

2022
  - PGA 투어 제네시스 스코티시 오픈 3위

2021
  - KPGA 투어 LG SIGNATURE 플레이어스 챔피언십 2위

2021
  - KPGA 투어 KGA 코오롱 제63회 한국오픈 3위

2021
  - KPGA 투어 SK텔레콤 오픈 우승

2021
  - KPGA 투어 제40회 GS칼텍스 매경오픈 2위

2021
  - KPGA 투어 제16회 DB손해보험 프로미 오픈 2위

2020
  - KPGA 투어 군산CC 오픈 우승

2020
  - KPGA 투어 우성종합건설 아라미르CC 부산경남오픈 2위

2020
  - Asian Tour SMBC 싱가포르 오픈 4위

2019
  - Asian Tour 파나소닉 오픈 인도 우승
2019
    - Asian Tour 타일랜드 오픈 6위

2019
    - Asian Tour BRI은행 인도네시아 오픈 3위

2019
    - 아시안디벨롭먼트투어 라야 파키스탄 오픈 우승

2019
    - 아시안디벨롭먼트투어 시푸트라 골프프레너토너먼트 파나소닉 우승

2019
    - 아시안디벨롭먼트투어 PGM ADT 챔피언십 말레이시아 우승

2019
    - 아시안디벨롭먼트투어 싱하 라구나푸켓 오픈 2위

2019
    - 필리핀골프투어 더컨트리클럽 인비테이셔널 우승

2018
    - 필리핀골프투어 ICTSI 푸에블로챔피업십 우승